# Fangoria
Fangoria é uma revista de fãs estadunidense especializada em filmes do gênero de terror, splatter e cinema apelativo. Tem publicação regular desde 1979. 
Sua primeira edição foi inteiramente concebida em torno do "filme fantasia", conceito original da revista e mostrou-se um fracasso que fez seu editor se endividar em mais de vinte mil dólares. Com a falência da revista quase certa, os dois donos da editora e altos funcionários se afastaram da publicação e permitiram que o editor jovem e inexperiente assumisse a sua liderança, reformulando todo o modelo da revista conforme o que ele achava que funcionaria. A revista chegou a ser adaptada para outros mercados, sendo vendida na Itália, no Japão, na Tchecoslováquia e alguns outros países, porém, as exportações de Fangoria duraram pouco. A Creative Group comprou Fangoria no início de 2000.